# Baskin-Robbins

Логотип Baskin-Robbins

Baskin-Robbins — американская международная сеть специализированных магазинов мороженого и пирожных, принадлежащая Inspire Brands. Ныне базирующаяся в Кантоне, штат Массачусетс, Baskin-Robbins была основана в 1945 году Бёртом Баскиным (1913—1967) и Ирвом Роббинсом (1917—2008) в Глендейле, штат Калифорния. Это крупнейшая в мире сеть специализированных магазинов мороженого, насчитывающая более 8000 точек. Сеть имеет магазины почти в 50 странах мира.
Компания известна своим слоганом «31 вкус», согласно которому покупатель может каждый день любого месяца выбирать разные вкусы. Баскин и Роббинс заявляли, что люди должны иметь возможность бесплатно пробовать разные вкусы, пока не найдут тот, который они захотят купить. С 1945 года компания представила более 1300 вкусов.

## История Baskin-Robbins
Компания была основана в результате слияния кафе-мороженых Берта Баскина и Ирва Роббинса в Глендейле, Калифорния. Берт Баскин узнал о мороженом, когда служил в армии США во время Второй мировой войны. Ирв Роббинс же занимался мороженым всю свою жизнь. В 1930-х годах, будучи подростком, он управлял прилавком с мороженым в магазине своего отца. Во время службы в армии Баскин женился на сестре Роббинса, Ширли Роббинс. В 1948 году они решили объединить свои компании в одну и назвать её «Snowbird» В 1953 году Баскин и Роббинс переименовали свою компанию в «Baskin-Robbins». Название происходит от фамилий двух основателей. Порядок фамилий в названии был решён подбрасыванием монеты.